# Quinzena
Quinzena é uma medida do tempo etimologicamente igual a 15 dias.

## Exceções
Entretanto, esta definição sobre uma quinzena pode mudar. Por exemplo:
- Uma revista quinzenal se edita cada duas semanas (14 dias)
- Normalmente, um mês se divide em duas quinzenas. A primeira quinzena dura desde o dia 1 até o dia 15 e na segunda dura do dia 16 até no último dia no mês. Isto significa que haverá entre 13 e 16 dias.